# Andrzej Kacorzyk
Andrzej Piotr Kacorzyk (ur. 17 listopada 1963 w Osieku) – polski pedagog, dyrektor Międzynarodowego Centrum Edukacji o Auschwitz i Holokauście, wicedyrektor Państwowego Muzeum Auschwitz-Birkenau w Oświęcimiu.

## Życiorys
Absolwent Wyższej Szkoły Pedagogicznej w Opolu, Kolegium Języków Obcych w Bielsku-Białej oraz studiów podyplomowych z historii i muzeologii na Uniwersytecie Jagiellońskim.
Od 1998 roku pracownik edukacji Państwowego Muzeum Auschwitz-Birkenau w Oświęcimiu, w roku 2006 został kierownikiem organizacyjnym Międzynarodowego Centrum Edukacji o Auschwitz i Holokauście. Od marca 2010 roku kierownik Sekcji Obsługi Odwiedzających. W lutym 2012 roku mianowany p.o. dyrektora MCEAH, a od lipca 2012 roku został dyrektorem Centrum, a jednocześnie wicedyrektorem Państwowego Muzeum Auschwitz-Birkenau.
W latach 2006–2010 był przewodniczącym Rady powiatu oświęcimskiego, a w latach 2010-2014 - członkiem Zarządu tegoż powiatu.

## Autor
- Wielka podróż zwykłych ludzi, Muzeum Pamięci Mieszkańców Ziemi Oświęcimskiej, Oświęcim 2022, ISBN 978-83-953220-4-4.

## Nagrody i odznaczenia
- Srebrny Krzyż Zasługi (2004)[4]
- Brązowy Medal Gloria Artis (2007)
- Srebrny Medal „Opiekun Miejsc Pamięci Narodowej” (2007)
- Medal Komisji Edukacji Narodowej (2012)
- Złoty Medal „Opiekun Miejsc Pamięci Narodowej” (2013)
- Krzyż kawalerski Orderu Zasługi RFN (2020), w dniu pięćdziesiątej rocznicy uklęknięcia kanclerza Willy'ego Brandta przed Pomnikiem Bohaterów Getta[5]
- Krzyż kawalerski Odznaki Honorowej za Zasługi dla Republiki Austrii (2022)[6]